# Mesembia catemacoa
Mesembia catemacoa är en insektsart som beskrevs av Ross 1984. Mesembia catemacoa ingår i släktet Mesembia och familjen Anisembiidae. Inga underarter finns listade i Catalogue of Life.